# Stadion Nika
Stadion "Nika" (ukr. КСК «Ніка») – wielofunkcyjny stadion w Oleksandrii na Ukrainie.
Stadion w Oleksandrii został zbudowany w XX wieku. Wcześniej nazywał się "Szachtar". Po rekonstrukcji stadion dostosowano do wymóg standardów UEFA i FIFA, wymieniono część starych siedzeń na siedzenia z tworzywa sztucznego. Rekonstruowany stadion może pomieścić 5 692 widzów. Domowa arena klubu FK Ołeksandrija.